# Till There Was You
Till There Was You is een liedje geschreven door Meredith Willson voor zijn musical The Music Man van 1957. Het wordt ook gezongen in de gelijknamige film uit 1962. Het nummer is door verschillende artiesten op de plaat gezet, onder wie Anita Bryant, Peggy Lee en The Beatles.
De ik-figuur in het liedje is pas echt van het leven gaan genieten sinds hij zijn (of zij haar) geliefde heeft ontmoet.

## Verschillende uitvoeringen
Al in 1957 (de musical was nog niet eens in productie gegaan) werd het liedje voor het eerst opgenomen, door de zangeres Sue Raney, begeleid door het orkest van Nelson Riddle.
In 1958 nam de jazzsaxofonist Sonny Rollins het nummer op voor zijn album Freedom Suite.
Het jaar daarop nam Anita Bryant Till There Was You op als haar debuutsingle. De plaat haalde de dertigste plaats in de Amerikaanse Billboard Hot 100.
Een versie van Peggy Lee kwam als single uit in 1961. Het was een klein hitje in het Verenigd Koninkrijk.
De trompettist Al Hirt zette het nummer op zijn album Horn A-Plenty van 1962.
In hetzelfde jaar nam Nana Mouskouri Till There Was You op voor haar album Nana Mouskouri in New York (The Girl from Greece Sings).
Op het album Broadway... I Love You van Sergio Franchi uit 1963 staat het nummer ook.
Peter & Gordon namen het nummer op voor hun album Lady Godiva.
Ray Charles nam het nummer op voor zijn album Come Live with Me uit 1974.
Till There Was You is een van de nummers op het album The Lady Wants to Know van Laura Fygi uit 1994.
Herb Alpert nam het nummer op voor zijn album I Feel You uit 2011.

## Versie van The Beatles
Paul McCartney kende het nummer in de versie van Peggy Lee. Zijn groep The Beatles nam het nummer op het repertoire en speelde het bijvoorbeeld in 1962 in de Star-Club in Hamburg (het staat ook op Live! at the Star-Club in Hamburg, Germany; 1962). Het nummer bood een rustpunt tussen de wat ruigere rock-'n-roll-nummers die de groep ook bracht. De groep speelde het nummer ook al tijdens de mislukte auditie bij Decca op 1 januari 1962.
Deze opname verscheen pas in 2013 op een legaal album: I Saw Her Standing There (Rock Melon Music RMMCD101). Voor die tijd was ze alleen als bootleg te krijgen. De bezetting was:
- Paul McCartney, zang en basgitaar
- John Lennon, slaggitaar
- George Harrison, sologitaar
- Pete Best, drums

In maart 2016 dook op een veiling een demo-single op met de versies van Till There Was You en Hello Little Girl zoals The Beatles die brachten tijdens hun auditie bij Decca; kenners noemden deze single een 'heilige graal' van de band. Beatles-manager Brian Epstein had deze demo laten vervaardigen aan de hand van de tape met de Decca-opnamen. Na enige omzwervingen kwam het plaatje terecht bij Les Maguire, de toetsenist van Gerry & The Pacemakers, die het meer dan vijftig jaar bewaarde alvorens het te laten veilen.
In 1963 namen The Beatles het nummer nogmaals op voor hun tweede lp, With the Beatles, die uitkwam op 22 november 1963. Het staat ook op de eerste Amerikaanse lp van The Beatles, Meet The Beatles! (januari 1964). Ditmaal was de bezetting:
- Paul McCartney, zang en basgitaar
- John Lennon, akoestische gitaar
- George Harrison, akoestische gitaar
- Ringo Starr, bongo’s

In Frankrijk verscheen deze versie als B-kant van een single. Op de A-kant stond I Saw Her Standing There.
Een liveversie (opgenomen 28 februari, uitgezonden 30 maart 1964) staat op Live at the BBC (1994). Een andere liveversie (opgenomen 1 juni 1963, uitgezonden 11 juni 1963) staat op het vervolg van dit dubbelalbum, On Air – Live at the BBC Volume 2 uit 2013.
Een derde liveversie staat op de verzamel-cd Anthology 1 uit 1995. Dit was een bijzondere uitvoering, gehouden tijdens de Royal Variety Performance van 4 november 1963, waarbij Koningin-Moeder Elizabeth Bowes-Lyon en Prinses Margaret aanwezig waren. Bij de introductie van het liedje zei Paul McCartney: ‘Dit nummer is ook opgenomen  door onze favoriete Amerikaanse groep, Sophie Tucker.’ Vermoedelijk was dit een grapje over de omvang van Tucker;  ze had genoeg gewicht voor een hele groep. Van deze volumineuze zangeres is geen uitvoering van Till There Was You bekend. Beroemder nog is de introductie van John Lennon bij het volgende en laatste nummer van de show, Twist and Shout: ‘For our last number I'd like to ask your help: Will the people in the cheaper seats clap your hands? And the rest of you, if you'll just rattle your jewellery ...’ (‘Voor ons laatste nummer zou ik graag uw hulp inroepen. Willen de mensen op de goedkopere plaatsen in hun handen klappen? En de rest van u kan gewoon met uw juwelen ratelen...’). Beide nummers staan met introductie op Anthology 1.
De groep bracht het nummer ook tijdens zijn eerste optreden in de Ed Sullivan Show op 9 februari 1964.
Till There Was You is het enige liedje uit een Broadwayproductie dat The Beatles ooit hebben opgenomen.